# 行政院公民投票審議委員會
行政院公民投票審議委員會，簡稱公投會或公審會，是行政院依照《公民投票法》，於2004年~2018年間設置的二級機關，負責審查公民投票提案，擁有駁回提案的權力。2017年立法院修正《公投法》後，該機關於隔年正式遭到廢止。

## 歷史
- 2004年1月20日，行政院「院臺內字第0930080919號令」：訂定發布《行政院公民投票審議委員會組織規程》，全文10條，並自發布日施行；訂定發布《行政院公民投票審議委員會審議規則》，全文9條，並自發布日施行。
- 2017年12月12日，立法院三讀通過修正《公民投票法》部分條文，廢除行政院公民投票審議委員會。
- 2018年2月26日，行政院「院臺綜字第1070165342號令」：廢止《行政院公民投票審議委員會組織規程》、《行政院公民投票審議委員會審議規則》與《公民投票法施行細則》。

## 組成
行政院公民投票審議委員會設置委員二十一人，任期三年，皆為無給職，由行政院提請總統任命。同黨籍委員不可超過總委員數的二分之一，且單一性別委員不得少於三分之一。委員互相選出一名主任委員擔任主席。若委員出現空缺，由行政院補提人選，交由總統任命。

## 工作項目
公民投票案提案人數，達到離提案最近的總統、副總統選舉選舉權人總數千分之五以上。
行政院公民投票審議委員會收到公民投票提案，十日內須完成審核，將不合規定者駁回。符合規定者，在十日內舉行聽證會，確定提案內容。確定後通知提案領銜人在十日內向中央選舉委員會領取連署人名冊格式，自行印製應開始徵求連署。

## 外部連結
- 公民投票法
- 行政院公民投票審議委員會組織規程